# Lasioglossum iridipenne
Lasioglossum iridipenne är en biart som först beskrevs av Smith 1863.  Lasioglossum iridipenne ingår i släktet smalbin, och familjen vägbin. Inga underarter finns listade i Catalogue of Life.